# Restwarmte
Restwarmte is warmte-energie die overblijft bij een energieomzetting.
In de thermodynamica  de energie die, in gedegradeerde vorm (warmte bij een temperatuur, die dicht in de buurt van de omgevingstemperatuur ligt), overblijft als onderdeel van een proces (energieomzetting), waarbij energie van een hogere orde (elektriciteit) wordt opgewekt. Restwarmte zorgt er dan ook altijd voor dat het rendement van het proces kleiner dan 1 (100%) is. Indien de restwarmte van bijvoorbeeld een automotor in de winter wordt gebruikt voor verwarming van het interieur van het voertuig, is er sprake van verhoging van het rendement. In de zomer wordt de warmte "weggegooid" via de radiator naar de omgeving en daalt het rendement dus. Een aantal voorwerpen zijn: uitlaatgassen.